# Jesiden in Syrien
Die Jesiden in Syrien sind eine kurmandschisprachige ethnisch-religiöse Minderheit, die seit der Auflösung des Völkerbundmandats für Syrien und Libanon im Norden Syriens leben.

## Demografie
Es gibt keine genaue Statistik über die Anzahl der Jesiden in Syrien. Schätzungen zufolge lebten im Jahr 2004 etwa 15.000 Jesiden in Syrien. Laut der Botschaft der Vereinigten Staaten in Syrien hat sich die Anzahl von ehemals 50.000 Jesiden in Syrien auf 15.000 reduziert.

## Siedlungsgebiete
Jesiden in Syrien leben vor allem im Gouvernement al-Hasaka im Nordosten von Syrien. Weitere jesidische Siedlungsgebiete befinden sich im Umland von Afrin.

## Flucht und Migration
Aufgrund von Verfolgung sind viele Jesiden aus Syrien geflüchtet, vor allem nach Europa. Besonders in Deutschland leben Jesiden aus Syrien.

## Persönlichkeiten
- Ibrahim Khalil (* 2000), Sänger